# Begonia samhaensis
Espèce
Statut de conservation UICN

 EN B2ab(iii) : En danger
Begonia samhaensis est une espèce de plantes à fleurs de la famille des Begoniaceae.
Elle a été décrite en 2002 par Mark Hughes et Anthony G. Miller (1951-…).